# Nota promissória

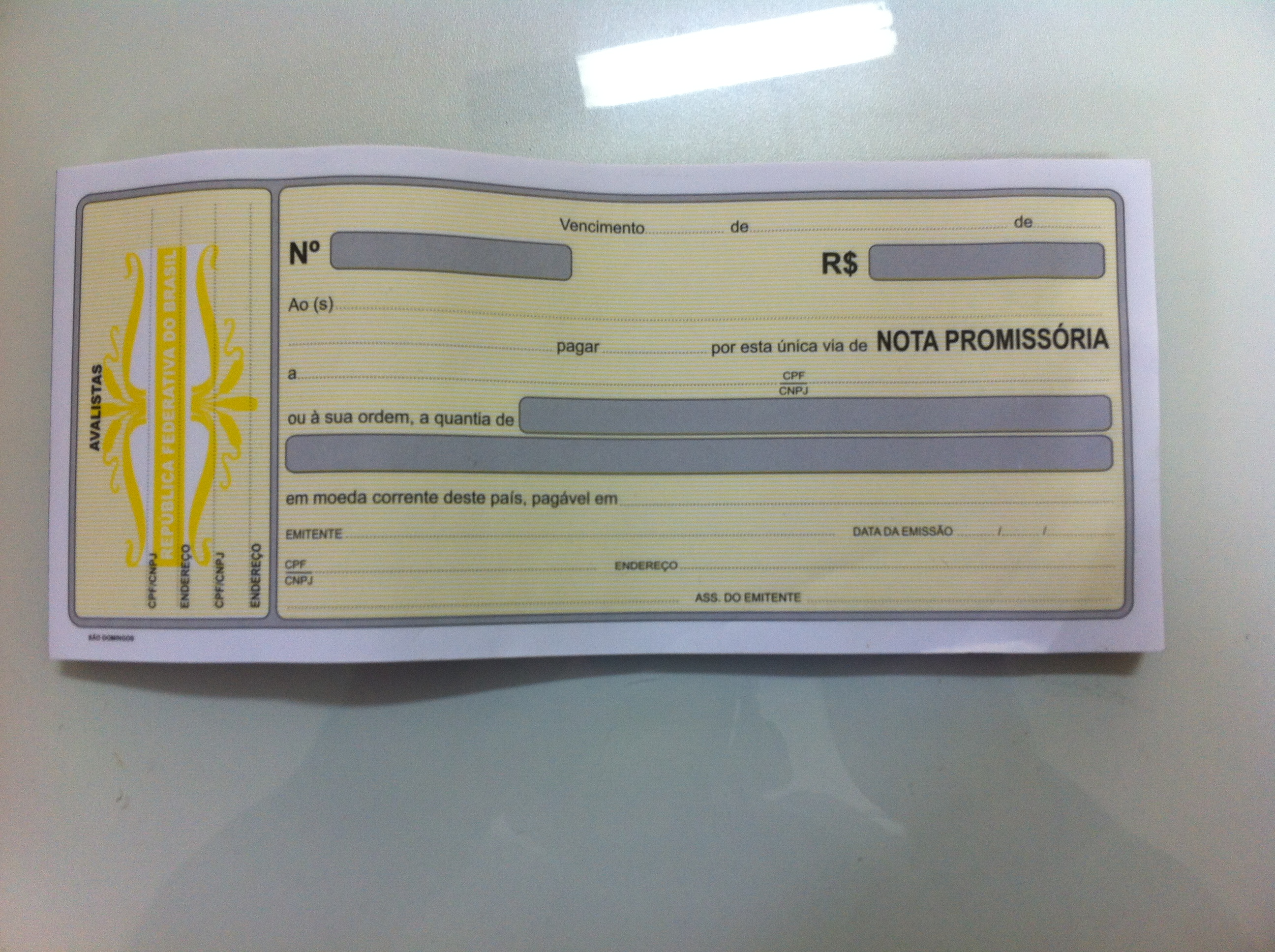
Exemplo de nota promissória

Nota promissória é um título cambiário em que seu criador assume a obrigação direta e principal de pagar o valor correspondente no título. A nota promissória nada mais é do que uma promessa de pagamento, e para seu nascimento são necessárias duas partes: o emitente ou subscritor (devedor), criador da promissória no mundo jurídico, e o beneficiário ou tomador, que é o credor do título.
Para exemplificar a constituição de uma nota promissória, citamos a seguinte hipótese: Ana Júlia empresta mil reais ao seu amigo Diogo, que, por sua vez, se compromete a efetuar o pagamento do empréstimo em trinta dias. Assim sendo, emite uma nota promissória no valor do empréstimo onde a beneficiária é a Ana Júlia, com vencimento para trinta dias da data.
Como nos demais títulos de crédito, a nota promissória pode ser transferida a terceiro por endosso, bem como nela é possível a garantia do aval.
Caso a nota promissória não seja paga em seu vencimento, poderá ser protestada, como ainda será possível, ao beneficiário, efetuar a cobrança judicial, a qual ocorre por meio da ação cambial que é executiva. No entanto, a parte só pode agir em juízo se estiver representada por advogado legalmente habilitado. Para valores menores que 20 salários-mínimos, porém, não é necessário advogado, bastando procurar um Juizado Especial Cível (antigo Juizado de Pequenas Causas).

## Caracterização
A nota promissória tem previsão legal no Decreto Lei n. 2044, de 31 de dezembro de 1908, artigos 54 a 56 e no Decreto Lei 167, de 14 de fevereiro de 1967, no tocante à nota promissória rural, mais especificamente nos artigos 42 a 45.
A doutrina a entende como título de pagamento direito e, portanto, sujeito à execução.
A jurisprudência dos tribunais superiores, já decidiu, por várias vezes que esta é passível de execução estando o título na condição de liquido e certo.
Assim sendo, entende-se que a Nota Promissória não é um mero meio de garantia de pagamento acordado entre as partes, mas sim, um título que tem fundamentação instituída, bem como entendimentos acerca de sua aplicabilidade e execução.

## Histórico
- A primeira noticia que se tem sobre as notas promissórias data da Idade Média, em um período em que os banqueiros recebiam dos mercadores importâncias em depósito. Em contrapartida, os banqueiros emitiam documentos de próprio punho (quirógrafos), em que prometiam pagar a soma depositada ao depositante, ou a um representante, quando reclamada. Este foi o período Italiano.
- A primeira norma sobre o Nota Promissória está no Código Comercial Francês de 1807
- No Brasil os registros oficiais pela primeira vez datam do Código Comercial de 1850, estando previstos nos artigos 426 e 427, aplicando algumas das normas da Letra de Câmbio
- Em 1908, os dispositivos das relações cambiárias do Código Comercial Imperial foram revogadas e a Nota Promissória foi disciplinada nos artigos 54 e 55 do Decreto 2.044.
- A convenção de Genebra,  aderida pelo Brasil em 1966, e promulgada na forma da Lei Uniforme relativa as Letras de Câmbio e Notas Promissórias (ou Lei Uniforme de Genebra) através do Decreto 57.663, trata da Nota Promissória nos Artigos 75 á 78, completando e sistematizando as lacunas das legislações anteriores.

## Tipos de nota promissória
Existem dois tipos de nota promissória: a nota promissória pro-soluto e a nota promissória pro-solvendo.
Na nota promissória pro-soluto, quando um negócio tem como pagamento esse título  e caso o devedor não efetue o seu pagamento  o  credor não poderá alegar  essa inadimplência  para desfazer o negócio, pois a nota promissória emitida pelo devedor equivale  a dinheiro,   o que impede o desfazimento do negócio  e a maneira de resolver o conflito será a via judicial,  com a execução do título para o recebimento da dívida. Ou seja, o caráter pro-soluto do título garante que o negócio foi feito, impossibilitando  o desfazimento do negócio. Neste caso pode-se constatar a clara aplicação do subprincípio da abstração, que decorre do princípio da autonomia, segundo o qual o título não fica vinculado à obrigação principal.
Na nota promissória pro-solvendo o credor poder extinguir o contrato e resolver o problema. Neste caso a nota promissória foi utilizada como garantia, ensejando, assim, a quitação do título  para a consumação do negócio;  ou seja, neste tipo de nota promissória  o título não terá autonomia  e tal documento será vinculado ao negócio que deu origem e somente será consumado com a quitação do título. O que caracteriza  a nota promissória  pró solvendo é o fato de o  título não ter autonomia, ou seja, a nota  não se desligará  do negócio, existindo, assim, uma vinculação  ao negócio  que só será considerado plenamente perfeito com a liquidação do título pelo devedor.
A nota promissória é prevista na Lei Uniforme de Genebra.

## Formas de cobrança judicial
O pagamento da nota promissória pode ser reclamado judicialmente de três formas distintas: em ação de execução de título executivo extrajudicial, em ação monitória ou em ação de locupletamento indevido.
1. Ação de execução de título executivo extrajudicial
A nota promissória é considerada título executivo extrajudicial por previsão expressa do art. 784, inciso I, da lei nº 13.105, de 16 de março de 2015, Código de Processo Civil (CPC/2015).
O prazo prescricional para ajuizar a execução de título executivo extrajudicial é de três anos, a partir do vencimento da nota promissória, conforme previsto no art. 70, do Decreto nº 57.663, de 24 de janeiro de 1966. Esse dispositivo trata das ações contra o aceitante relativas a letras. No entanto, o art. 77 daquele Decreto estabelece a aplicação de suas normas à nota promissória naquilo que não for contrário à natureza desse título.
2. Ação monitória
A nota promissória que tiver prescrita perde a força de título executivo extrajudicial. Contudo, ainda haverá uma alternativa de cobrar o título judicialmente através de um procedimento mais simples que o processo de conhecimento.
Nos termos do art. 700, do CPC/2015, a ação monitória pode ser proposta por aquele que afirmar, com base em prova escrita sem eficácia de título executivo, ter direito de exigir do devedor capaz.
O Superior Tribunal de Justiça firmou entendimento, expresso na Súmula nº 504, de que o prazo para ajuizamento de ação monitória em face do emitente de nota promissória sem força executiva é quinquenal, a contar do dia seguinte ao vencimento do título.
3. Ação de locupletamento indevido
A ação de locupletamento indevido está prevista no art. 48, do Decreto nº 2.044, de 31 de dezembro de 1908.
O referido artigo dispõe que, sem embargo da desoneração da responsabilidade cambial, o sacador ou o aceitante fica obrigado a restituir ao portador, com os juros legais, a soma com a qual se locupletou à custa deste.
Como previsto no art. 48, do decreto nº 2.044, a ação do portador, para este fim, é a ordinária. Portanto segue o procedimento comum.
O prazo prescricional é de três anos, conforme entendimento do STJ, manifestado no julgamento do Recurso Especial nº 1.323.468-DF, de relatoria do Ministro João Otávio de Noronha.

## Nota Promissória Rural
A nota promissória rural é a espécie do gênero nota promissória, criada pelo Decreto-lei 167/67, consiste em uma promessa de pagamento, ensejando no contrato de compra e venda no aspecto rural. É um título líquido e certo, passível de execução, por isso caberá ação executiva para cobrança da nota promissória rural. Neste sentido, uma vez penhorados os bens indicados na nota promissória rural, assistirá o credor o direito de promover, a qualquer momento, contestando ou não a ação, a venda daqueles bens, podendo ainda, mediante caução idônea, o produto líquido da venda, à conta e no limite de seu crédito, prosseguindo-se na ação (Art. 41 § 1º).
A nota promissória rural tem um caráter único, pois seus detalhes a distingue das demais, conferindo um matiz especial. Seu texto deverá conter a descrição dos produtos negociados, demostrando sua natureza causal, deixando claro entre as partes diretas a discussão jurídica subjacente. Sem a descrição dos produtos se negaria a essência principal da nota promissória, que são os recursos rurais.

### Requisitos da Nota Promissória Rural
Segundo art.43 do decreto lei 167/67, nota promissória rural conterá os seguintes requisitos, lançados no contexto:
- Denominação "Nota Promissória Rural".
- Data do pagamento.
- Nome da pessoa ou entidade que vende ou entrega os bens e a qual deve ser paga, seguido da cláusula à ordem.
- Praça do Pagamento.
- Soma a pagar em dinheiro, lançada em algarismos e por extenso, que corresponderá ao preço dos produtos adquiridos ou recebidos ou no adiantamento por conta do preço dos produtos recebidos para venda.
- Indicação dos produtos objeto da compra e venda ou da entrega.
- Data e lugar da emissão.
- Assinatura do emitente ou de representante com poderes especiais, admitida a assinatura sob a forma eletrônica, desde que garantida a identificação inequívoca do signatário.

### Utilização da Nota Promissória Rural
É utilizada sempre em vendas a prazo de bens de natureza agrícolas, conforme menciona o Decreto-Lei 167/67:
I – Vendas a prazo de bens de natureza agrícola extrativa ou pastoril, representando a obrigação do emitente comprador para com o vendedor beneficiário, seja este produtor rural ou cooperativa;
II – Entregas, por cooperado, de produtos da mesma natureza a cooperativas, para comercialização e/ou beneficiamento, como obrigação da cooperativa emitente para com o seu associado beneficiário;
III – Fornecimentos, por cooperativas, de bens de produção e/ou consumo a associados, como obrigação do cooperado emitente para com sua cooperativa beneficiária.
Em atualização recente, através de redação dada pela Lei n° 13.986/20, a nota promissória rural que for emitida pelas cooperativas de produção agropecuária em favor de seus cooperados, constituem promessa de pagamento representativa de adiantamento por conta do preço dos produtos recebidos para venda. A nota promissória rural poderá ser emitida sob a forma escritural, mediante lançamento em sistema eletrônico de escrituração.
Aplicam-se à nota promissória rural no que forem cabíveis, as normas de direito cambial, inclusive quanto a aval, dispensado, porém o protesto para assegurar o direito de regresso contra endossantes e seus avalistas. O endossatário ou o portador de Nota Promissória Rural não tem direito de regresso contra o primeiro endossante e seus avalistas. É nulo o aval dado em Nota Promissória Rural, salvo quando dado pelas pessoas físicas participantes da empresa emitente ou por outras pessoas jurídicas. Também são nulas quaisquer outras garantias, reais ou pessoais, salvo quando prestadas pelas pessoas físicas participantes da empresa emitente, por esta ou por outras pessoas jurídicas. Às transações realizadas entre produtores rurais e entre estes e suas cooperativas não se aplicam as disposições dos parágrafos anteriores.  

## Requisitos
Os requisitos da nota promissória são os seguintes:
1. A denominação "nota promissória" lançada no texto do título.
Acerca da denominação “nota promissória”, tem-se que, para a identificação desse título é indispensável que o termo nota promissória esteja inserido no texto do título, o qual deve ser expressado na mesma língua utilizada para a redação do restante do documento, conforme explicação de Gladston Mamede. Ainda, o referido doutrinador cita o seguinte exemplo: “No dia 24 de dezembro de 2002, pagarei na praça de Águas de São Pedro, São Paulo, por esta única via de nota promissória a Tácio Cecílio Cipriano ou à sua ordem a importância de dois mil reais. Belo Horizonte, 7 de outubro de 2002. Flávio Renato Vegécio.”
2. A promessa de pagar uma quantia determinada.
Segundo lição de Marlon Tomazette, em relação a esse requisito, é importante ressaltar que em toda nota promissória deve haver uma promessa de pagamento, dessa forma, é necessário que o emitente prometa ao beneficiário o pagamento de determinada quantia no vencimento. Destaque-se que se trata de uma promessa pura e simples, isto é, sem condições ou encargos. Inclusive, o título deve prever o valor certo a ser pago que, excepcionalmente, poderá ser até em meda estrangeira, nos casos previstos no Decreto-lei nº 857/69.
3. A época do pagamento. Caso não seja determinada, o vencimento será considerado à vista.
Quanto a época do pagamento, Gladston Mamede ensina que a nota promissória é um título que permite ao emitente, no ato unilateral de criação da obrigação, definir uma data futura para a exigência do crédito. Inclusive, convém mencionar que esse requisito não é indispensável, haja vista que, caso não seja indicada a época do pagamento, na nota promissória, essa será considerada a vista, de acordo com o art. 76 da Lei Uniforme de Genebra. Além disso, cabe frisar que é nula a nota promissória que for submetida a evento futuro e incerto, bem como será nula a cártula em que for atribuído ao devedor ou ao credor o poder de determiná-la segundo o seu arbítrio.
4. A indicação do lugar do pagamento. Em sua falta, será considerado o domicílio do subscritor (emitente).
O lugar em que será efetuado o pagamento prometido poderá ser indicado pelo emitente. Ademais, tem-se que, se o título expressa o lugar de pagamento, a ele estão submetidos, salvo mútuo consenso, o devedor e o credor, sendo que, nenhum deles pode pretender que o outro se submeta a lugar diverso do estabelecido. Também esse não é um requisito essencial da nota promissória, assim, pode ser omitido. Dessa forma, na ausência do referido local, a obrigação poderá ser adimplida a) no lugar da emissão do título, inexistindo aquele, b) na localidade que conste ao lado do nome do subscritor; se também não constar tal indicação, c) no domicílio do subscritor da nota promissória, conforme explica Gladston Mamede.
5. O nome da pessoa a quem, ou à ordem de quem, deve ser paga a promissória.
Trata-se de requisito essencial da nota promissória a nomeação do beneficiário. Por isso, não é lícita a emissão que se faz escrevendo ao portador ou que deixe em branco o espaço destinado ao preenchimento do nome do beneficiário. Outrossim, a indicação do beneficiário não significa uma vinculação necessária entre o adimplemento da obrigação e a pessoa do beneficiário nomeado, tendo em vista que o título pode ser endossado. Inclusive, é lícito o endosso em branco ou ao portador. Assim, a indicação inicial do beneficiário narra apenas a situação original da emissão, e não sua situação final, a qual será definida com a apresentação pelo legítimo portador, revelando sua condição de credor hábil a exercer o direito, de acordo com Gladston Mamede.
6. A indicação da data e do lugar onde a promissória é passada. Em caso de omissão do lugar, será considerado o designado ao lado do nome do subscritor.
Para Marlon Tomazette, trata-se de requisito essencial a indicação da data em que a nota promissória foi emitida. Sendo que, tal requisito é fundamental para aferir a capacidade do emitente no momento em que assumiu sua obrigação, bem como para a contagem de certos prazos, como o vencimento, caso o título tenha o vencimento a certo termo da data.
Em que pese não se tratar de requisito essencial, na nota promissória constará a indicação do local de emissão. Nesse caso, a Lei Uniforme de Genebra admite o suprimento desse por um local indicado ao lado do nome do emitente, normalmente o seu endereço. Além disso, a referida lei presume que, se a cártula não trouxer a indicação do lugar onde foi passada, este deverá ter sido o local designado ao lado do nome do emitente. Deve haver ao menos uma das duas indicações (o local de emissão ou o local próximo ao nome do emitente), pois, caso não exista nenhuma das duas, o documento não valerá como título de crédito.
7. A assinatura de quem passa a nota promissória (subscritor).
A assinatura do emitente representa a declaração da vontade no sentido da promessa de pagamento. Sendo que se trata de um requisito essencial, logo, sem a assinatura do emitente, o título não existe. No Brasil, tal assinatura poderá ser de próprio punho ou por meio de procurador com poderes especiais, segundo explicação de Marlon Tomazette.

## No Brasil
No Brasil, a nota promissória é regulada pelo decreto 2 044, de 31 de dezembro de 1908, e pelo decreto n. 57 663, de 24, de janeiro de 1966, artigo 75 em diante.
A nota promissória também é conhecida no Brasil como "papagaio", sendo esta palavra empregada originalmente para promissórias de valor duvidoso. A provável origem deste apelido está na figura do personagem Zé Carioca da Disney, representando a figura do típico malandro carioca.